# GMP-AMP sintasa cíclica (cGAS)

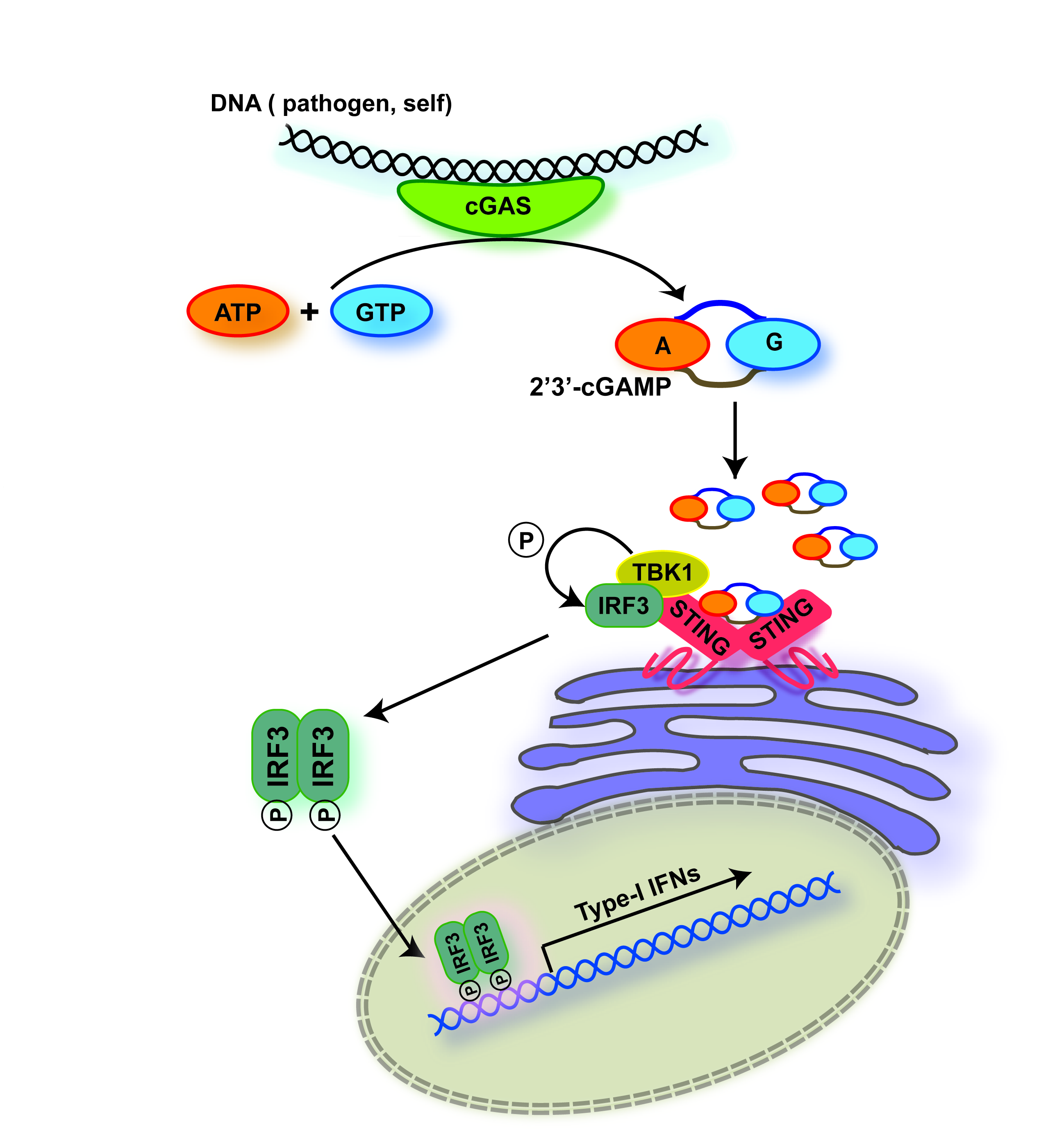
La GMP-AMP sintasa cíclica es parte de la vía de detección del cGAS-STING, uniéndose al ADN y catalizando la síntesis de cGAMP.

La GMP-AMP sintasa cíclica (cGAS) es una enzima con función nucleotidiltransferasa, que se encuentra en una vía de señalización que acopla la detección de patógenos a la inducción de citosinas. La presencia de ácidos nucleicos en el citosol es interpretada como una señal de peligro que desencadena respuestas inmunitarias como la producción de interferones (IFN) de tipo I, reguladores de la actividad antiviral.El cGAS regula las respuestas inmunes innatas contra patógenos invasores, o contra el auto-dsDNA, que es causante de trastornos autoinmunes y está codificado por el gen humano MB21D1 en el cromosoma  6.  

Por tanto, esta enzima juega un papel clave en la inmunidad innata.

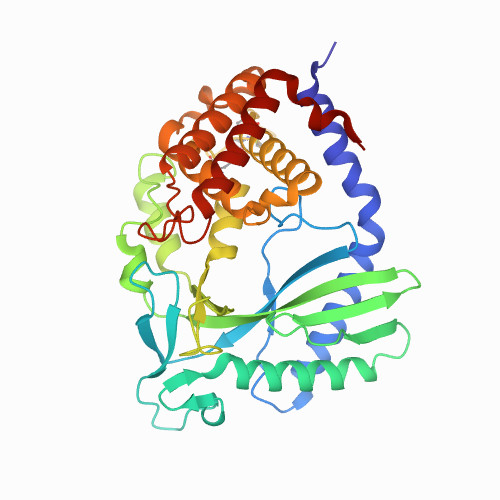
Configuració de la GMP-AMP sintasa cíclica

| Proteïna                  | GMP-AMP sintasa cícilica                                |
| ------------------------- | ------------------------------------------------------- |
| Nombre del gen            | cGAS (C6orf150, cGAS, MB21D1)                           |
| Localización subcel·lular | Satélite centriolar y citosol                           |
| Función Molecular         | Unión de ADN, nucelotidiltransferasa, transferasa       |
| Proceso biológico         | Defensa antiviral, daño y reparación del ADN, immunidad |

## Descubrimiento ystate of the art
La enzima, cGAS, fue descubierta en 2013 por un grupo de investigadores del laboratorio de Thomas Tuschl, en Estados Unidos. Esta enzima detecta y se une al ADN citosólico con el fin de iniciar todo un proceso de señalización celular que dará lugar a la activación inmune y que generalmente lleva a la destrucción del patógeno que desprende el ADN. Ahora bien, el ADN citosólico no siempre muestra un proceso infeccioso, ya que este a veces puede estar producido por las propias células, y aquí es cuando el cGAS no distingue entre el ADN infeccioso y el que no lo es. Varios investigadores han pensado en usar un inhibidor del cGAS para tratar estas infecciones. Un medicamento que bloquease esta enzima sería la solución terapéutica para enfermedades neurodegenerativas como, por ejemplo, el Parkinson. También, en otra vía de investigación, se está estudiando que la proteína STING ajusta la autofagia para activar la respuesta inmune innata vital en el mantenimiento de la homeostasis intestinal.

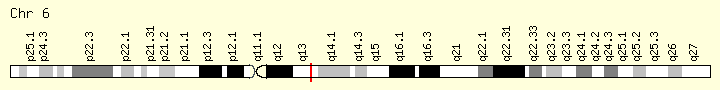
Gen cGAS en la localización del genoma

## Estructura
El cGAS humano (hcGAS) es una proteína de 522 aminoácidos que está constituida por dos dominios de unión de ADN, separados 1-160 y 160-212 respectivamente:
- Dominios N-terminal menos conservados (residuos 1-160).

- Dominios nucleotidiltransferasa (NTasa) y Mab21 altamente conservados (que disponen de una homología tanto estructural como de secuencia con el catalizador OAS1).

El dominio N-terminal de cGAS juega un papel importante en la promoción de su propia activación al detectar el dsDNA y, por lo tanto, en la mejora de su función.
Los dominios NTasa y Mab 21 son esenciales para la actividad enzimática de cGAS, de la misma forma que hcGAS-N160, que proporciona al hcGAS de longitud completa una mayor actividad enzimática y una activación más fuerte de la señalización de ADN citosólico mediada por STING/IRF3.    

## Localización celular y función biológica

### Localización
El cGAS se encuentra predominantemente en el citosol. Esta proteína es soluble en el citoplasma, pero una parte de esta la podemos localizar asociada a vesículas y orgánulos ligeros, así como en la región nuclear o perinuclear.  

### Función biológica
El cGAS se caracteriza por su actividad antiviral, puesto que detecta la presencia de ADN de virus en el citoplasma. Además, gracias a su aptitud para reconocer ADN transcrito inversamente en el citosol, también actúa como un sensor inmune innato de infección por retrovirus, como es el caso del VIH-1. Por otra parte, el cGAS también tiene la capacidad de detectar la presencia de ADN de bacterias, como es el caso de la Mycobacterium Tuberculosis, y actúa como regulador del envejecimiento celular mediante la unión a fragmentos de cromatina citosólica presentes en dichas células. Esto conduce a desencadenar la producción del interferón de tipo I a través de TMEM173/STING y fomentar la senescencia celular. Otra de las propiedades de esta enzima es su implicación en la respuesta inflamatoria, así como su capacidad de localizar micronúcleos derivados de la inestabilidad del genoma, los cuales, al encontrarse con frecuencia en las células cancerosas, consisten en cromatina rodeada por su membrana celular. Finalmente, cabe también mencionar su papel como supresor de la reparación del ADN en respuesta al daño de este.
Por último, cabe también mencionar que la GMP-AMP sintasa cíclica se activa mediante la oligomerización inducida por el ADN bicatenario.

### Mecanismo de acción
El receptor cíclico GMP-AMP sintasa cíclica detecta el ADN citosólico y cataliza la síntesis del segundo mensajero cGAMP (2',5'). Esta molécula, a su vez, activa el receptor STING del retículo endoplasmático, induciendo así un estado antivírico y la secreción del IFN de tipo 1.  
En células humanas, el cGAMP sintetizado se transifere de las células productoras a las vecinas a través de uniones de tipo GAP, donde sucede la activación de STING y la inmunidad antiviral, independientemente del IFN de tipo 1.

#### Catálisis de cGAMP
La catálisis de GMP-AMP cíclico (cGAMP) a partir de ATP i GTP implica la formación de un enlace fosfodiéster 2',5' y de un enlace fosfodiéster 3',5', produciendo c[G(2',5') p A (3',5')p].

ATP+GTP = 2 difosfato + cíclico GP (2'-5') AP (3'-5').
La capacidad del cGAS humano para sintetizar 2'3' GAMP es mucho menor que en el caso de otros mamíferos, cosa que permite una respuesta más precisa a los patógenos.

## Interacciones
-Interactúa con la poliglutamina (PQBP1) a través del dominio WW: La infección por VIH de las células, causa una respuesta inmune de IRF3 que requiere la actividad de la GAMP sintasa cíclica(cGAS).
-Interacciona con TRIM14:: La GMP-AMP sintasa cíclica es un sensor de virus de ADN que activando el interferón(IFN), activa la inmunidad antiviral. La eliminación de TRIM14 por IFN tipo I, acelera la estabilización del cGAS reclutando la USP14 para eliminar las cadenas de cGAS en lisina 414
-Reacciona con ZCCHC3:Proteína que actúa como señalización citosólica desencadenada por virus dsDNA y DNA.Esta proteína provoca la activación de cGAS después de una infección viral
-Interactúa con PARP1:Esta interacción impide la formación del complejo "PARP1 Timeless". Interacción que tiene lugar en el núcleo suprimiendo la recombinación, promoviendo así el crecimiento tumoral.
-Interactúa con proteína ORF52: Interactúa con virus herpes 8.
-Interacciona con proteína UL37: Virus simple Herpes 1.
-Interactúa con proteína citomegalovirus UL31.
-cGas cataliza la formación de cGAMP en presencia de dsDNA. cGAS se une a este a través de residuos de aminoácidos cargados positivamente que interactúan con el fosfato del ADN que esta cargado negativamente. Al unirse al cGAS se dimeriza sufriendo cambios que permiten que entren GTP y ATP
-Monómero en absencia de ADN.

## Patologías asociadas
Algunas de las enfermedades asociadas al cGAS son:
-Mycobacterium Tuberculosis: Sabemos que el cGAS es un sensor inmune innato vital de la infección por Mycobacterium Tuberculosis.
-Cáncer: El daño genómico conduce a la activación del cGAS lo que provoca respuestas inflamatorias que a la larga provocarán la muerte celular.
-Lupus: La enzima cGAS contribuye a la producción de IFN I en pacientes con lupus eritematoso sistémico. En un estudio se observó que el ARN mensajero del cGAS fue mayor en células mononucleares en pacientes que tienen dicha enfermedad.
-VIH: La infección por VIH activa el cGAS que actúa como sensor ante la infección, pues detecta la presencia de ADN transcito de forma inversa en el citosol
-Enfermedad de Huntington: Afecta al cerebro, provocando daños en el sistema motor. Esto es debido al nivel de ribosomas existentes  en el ARN del cGAS, que presenta pausas en las posiciones 171(CCG) y 172(CGT).
-Enfermedades neurodegenerativas-neuroinflamatorias
-Malaria: El cGAS como sensor citosólico de Plasmodium falciparum ADN genómico, en la inducción de IFN tipo I en respuesta a los parásitos de la malaria.